# Luis Ortiz Martinez
Pour les articles homonymes, voir Luis Ortiz.
Luis Ortiz Martinez, né le 14 février 1889 à San Pedro Del Romeral, en Espagne et mort le 11 janvier 1948 à Saint-Dizier, en France, est un industriel et chef d'entreprise française qui a créé la société des Glaces Ortiz dans les années 1920, devenue ultérieurement  Miko.

## Biographie

### Enfance
Luis Ortiz est né le 14 février 1889 à San Pedro Del Romeral, un village des monts cantabriques, dans le quartier appelé « la Sota ». Il fait ainsi partie de la communauté des pasiegos, un groupe ethnique du nord de l'Espagne, que l'on retrouve très souvent en Cantabrie. Dans cette région, on vit essentiellement du bétail, mais également de la vente de produits laitiers (fromages, beurre, etc.), ce qui permet de former Luis Ortiz, en travaillant auprès de ses parents José Ortiz Martinez et Maria Martinez au sein de la ferme familiale. 
Nous ne savons que peu de choses sur l'enfance de Luis Ortiz Martinez si ce n'est les conditions difficiles qui traversent la région à cette époque, résultant notamment des épidémies, mais également des guerres carlistes qui provoquent des crises dans la région.  

### Émigration en France

#### Traversée des Pyrénées et premières installations

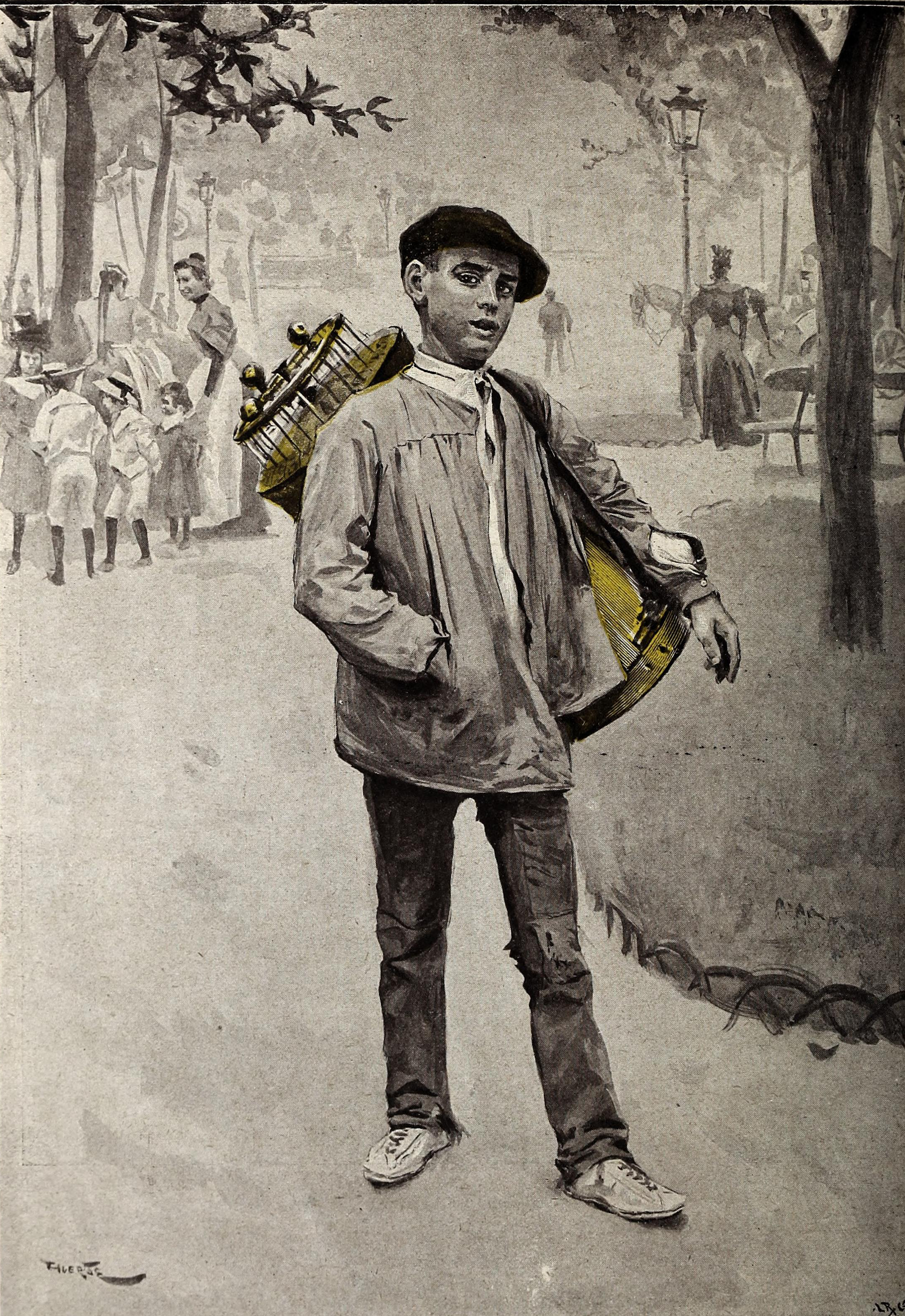
Un barquillero, ou « vendeur d'oublies », premier métier de Luis Ortiz.

Les conditions de vie difficiles dans la vallée de Cantabrie poussent de nombreux jeunes gens à partir, ce que fera Luis Ortiz.  
En 1905, il traverse les Pyrénées dans l'espoir d'avoir une meilleure situation, et travaille tout d'abord comme « barquillero » à Marseille, puis sur la Côte d’Azur.  
À partir de 1905, Luiz Ortiz Martinez portait très souvent sur son dos un énorme cylindre rempli de gaufres ou plus précisément d'oublies. Avec cela Luis Ortiz proposait une loterie, qui était un jeu populaire auprès des enfants. Les récompenses de cette loterie pouvait aller d'une jusqu'à trois gaufres. Il vendait originellement dans les parcs publics des glaces aux enfants.
C'est le tout début de son commerce de glaces en vendant des produits selon les saisons : glaces en été et marrons en hiver. En 1911, il décide de quitter le sud de la France pour gagner Paris. Luis Ortiz travaille alors dans une verrerie à Clichy-la-Garenne tout en continuant à vendre des glaces dans les squares. C'est cette année-là qu'il rencontre Mecedes Martinez, qui deviendra sa femme la même année.  

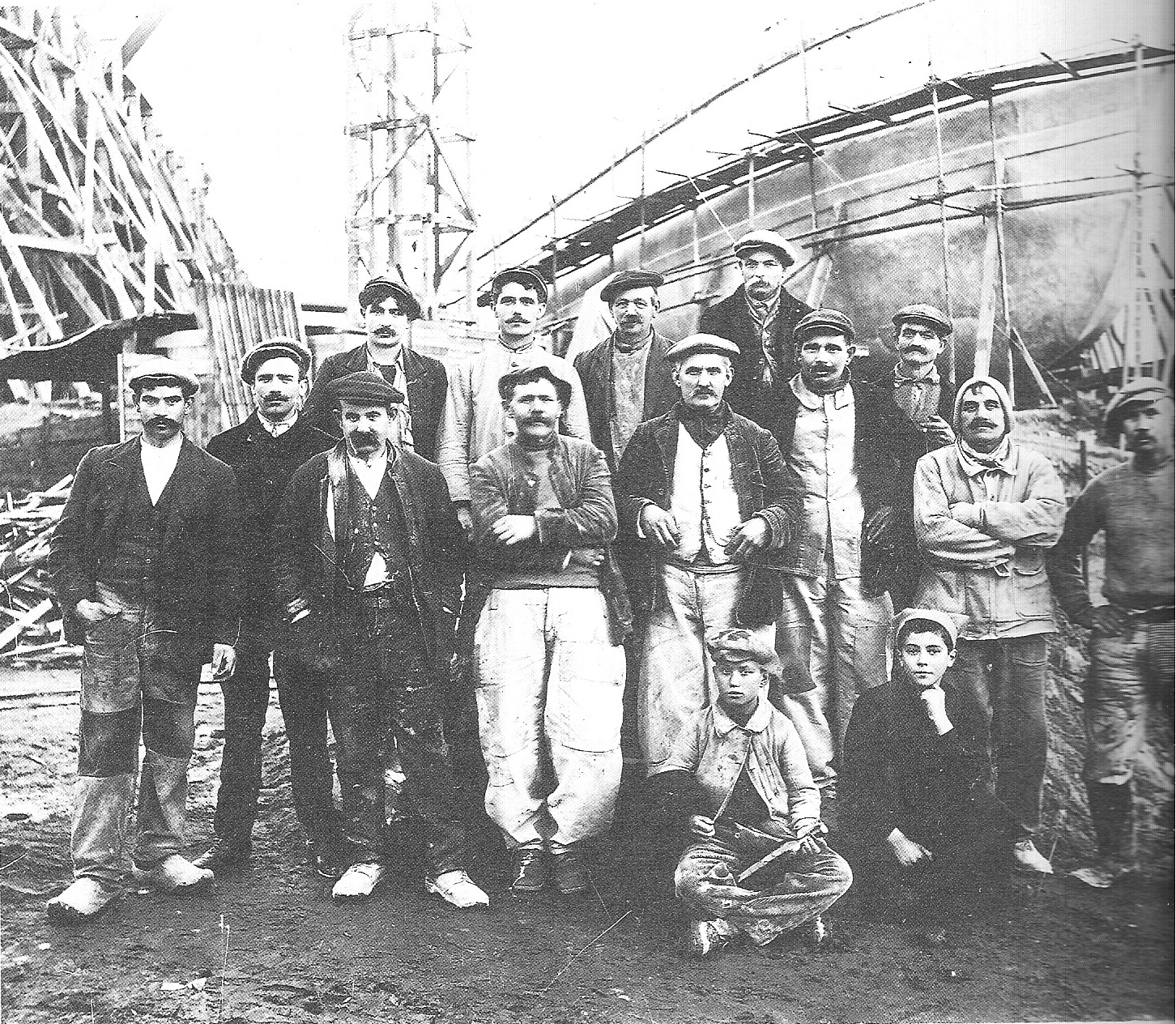
Luis Ortiz et les ouvriers sur le port de Rochefort-sur-Mer, 1917.

#### Réquisition pendant la Première Guerre mondiale
Après avoir été expulsé en 1914, il est finalement réquisitionné pendant la Première Guerre mondiale afin de travailler sur les chantiers navals de Rochefort-sur-Mer.  Mercedes Martinez qui était repartie quelques mois en Espagne le rejoint bientôt. Là-bas, il réalise des tâches très physiques en participant notamment à la construction de bateaux en béton, portant des sacs de béton afin de les couler dans la coque. Quand il a des jours de repos, Luis Ortiz continue de vendre des gaufres et des glaces comme il le faisait lorsqu'il était plus jeune en Espagne.   

#### Installation à Saint-Dizier
Après avoir parcouru la France pendant plusieurs années, il part ensuite pour l’Est, à Nancy, et finit par rejoindre sa cousine installée à Bar-le-Duc, mais quitte la ville en 1921, préférant la Haute-Marne et Saint-Dizier à la Meuse. Cette ville lui semble propice à l'installation de son commerce, car la concurrence y est absente, et permet également d'avoir un rayonnement plus important dans les communes avoisinantes. La ville deviendra jusqu'à nos jours le siège social de Miko, et le lieu du développement fulgurant de l'entreprise Ortiz. 

### Création et développement de l'entreprise Miko

#### La fondation des Glaces Ortiz
En 1922, touchée par la crise, sa petite société de crèmes glacées se développe difficilement et ne parvient pas à s'ouvrir de nouvelles perspectives économiques. Luis Ortiz décide en conséquence de créer son propre marché appelé Les glaces Ortiz. Il s'inspire également de la tradition du sherbet, des gaufres fourrées de glace, qu'il vend avec d'autres produits, toujours à base de crème glacée ou de produits laitiers.  
Pour continuer à faire fonctionner son commerce, Luis Ortiz décide alors d'utiliser un triporteur suscitant la curiosité chez les Bragards. En effet, l’entreprise possède 3 à 4 voitures à glace (appelées "voiture à bras"), que la famille installe tous les jours à différents endroits. On en trouve une à la gare, une dans le centre tandis que les deux autres réalisent une tournée dans la ville. Ces voitures, bien particulières, étaient fabriquées sur place par la menuiserie Dupied à Saint-Dizier, et leur permettaient de pouvoir augmenter leurs ventes.  

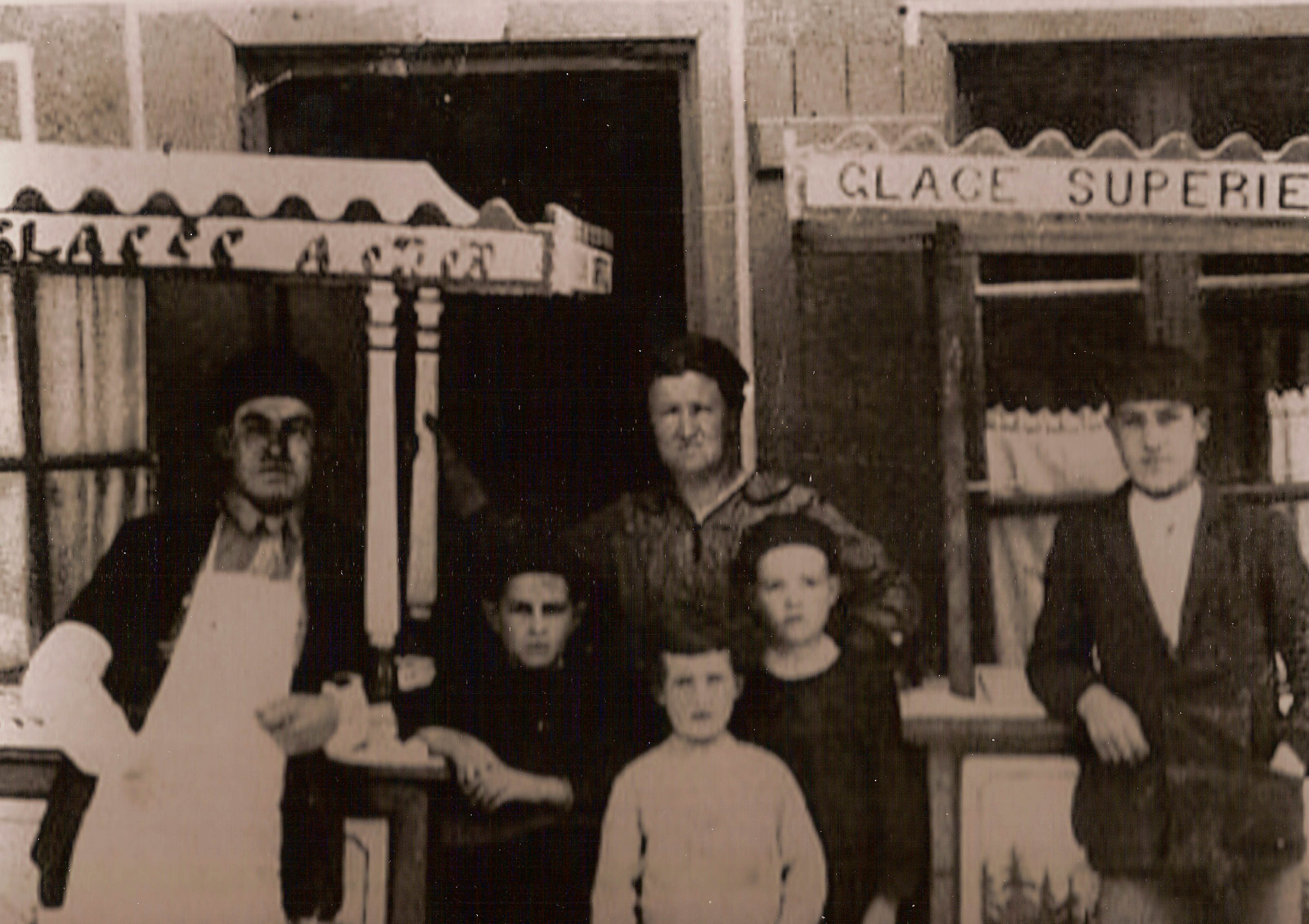
Luis, Mercédès Martinez et quatre de leurs fils.

Il compte également utiliser l'ensemble des opportunités qu'offre la ville de Saint-Dizier en utilisant le cinéma (on recense cinq salles réparties dans la ville) afin d'accroitre sa clientèle et développer ses produits. Le succès est immédiat, et bientôt, les Ortiz quadrillent le territoire, vendant des glaces durant l'ensemble des événements qui se déroulent dans la région. Malgré ce premier succès, Luis ne souhaite pas se reposer sur ses acquis et ne cesse de travailler dans l'espoir de développer son commerce dans toute la France. Pour cela, il parcourt le week-end les routes du pays en quête de clientèles: fêtes caritatives, kermesses, bals, concours de pêche… C'est à cette époque que l'entreprise, initiée par Luis Ortiz, deviendra une véritable affaire de famille, dans laquelle ses fils vont notamment beaucoup s'investir. 
En parallèle de cette activité, la famille Ortiz développe également la vente de produits laitiers (beurre, fromage, etc.) multipliant les sources de revenus.

#### Les GlacesOrtizdeviennent le géant Miko
C'est plus tard, après la Libération, que Louis, l'aîné, lance avec ses frères l'affaire Miko. En 1931, un torréfacteur est acheté afin de compléter l'activité par la vente de cacahuètes grillées que la famille proposait dans les cafés, depuis Chaumont jusqu'à Vitry-le-François. Par la suite, Louis Ortiz impulsera la modernisation de l'entreprise en achetant du matériel plus performant. Des nouveaux marchés sont créés, comme la vente de gaufres, grâce à la familiarisation de la France dans les cinémas, les événements sportifs... C'est également à cette époque que Louis Ortiz va décider de travailler avec des artistes locaux afin de réaliser des publicités qui permettront à la marque d'être davantage visible en ville.    

#### LaSeconde Guerre mondialeet le soutien des GI's[9]
Au début de la Seconde Guerre mondiale, l'affaire reste encore en grande partie artisanale et parvient à maintenir son activité grâce aux attributions de lait et de sucre que peuvent fournir la Confédération Nationale des Glaciers de France. 
En septembre 1944, alors que la France est progressivement libérée par les forces alliées, les frères Ortiz sont rapatriés à Saint-Dizier auprès des leurs. La famille est alors de nouveau au complet, et peut ainsi relancer l'affaire de vente de glaces. 
Cette année-là, la ville de Saint-Dizier accueillait de nombreux soldats américains, grands consommateurs de ce qu'ils appelaient ice-cream. Parmi eux, on compte beaucoup de Portoricains et de Mexicains, souvent originaires d'Espagne. C'est une aubaine pour les frères Ortiz, qui parviennent à communiquer facilement avec eux en espagnol et trouvent alors des clients réguliers parmi l'armée américaine déployée en Haute-Marne. L'entreprise ira même jusqu'à parachuter des glaces pour les GI's en poste à Bastogne, le jour de Noël 1944. 
Ils conclurent ainsi un marché avec elle : les Américains obtiendraient gratuitement leurs glaces, mais fourniraient en échange les marchandises nécessaires à la fabrication des douceurs (bâtonnets, saveurs, machines... etc.) et donneraient des quantités suffisantes de nourriture pour les civils. Grâce à cela, l'activité de la famille Ortiz se développe, et réalise la meilleure glace jamais sortie de leur sorbetière grâce aux matières premières importées des États-Unis, reproduisant à la perfection les crèmes glacées outre-atlantique.
Car en plus de cet échange avantageux, l'intervention de l'armée américaine va également permettre à la famille de réaliser leurs glaces avec davantage de rigueur. Durant toute cette période, c'est en effet un major de l'armée américaine qui supervise la manœuvre, focalisant notamment son attention sur l'hygiène et les conditions dans lesquelles sont créées les glaces. Joseph Ortiz dira plus tard que c'est bel et bien à cette époque qu'ils ont pu développer de bonnes habitudes de travail. 

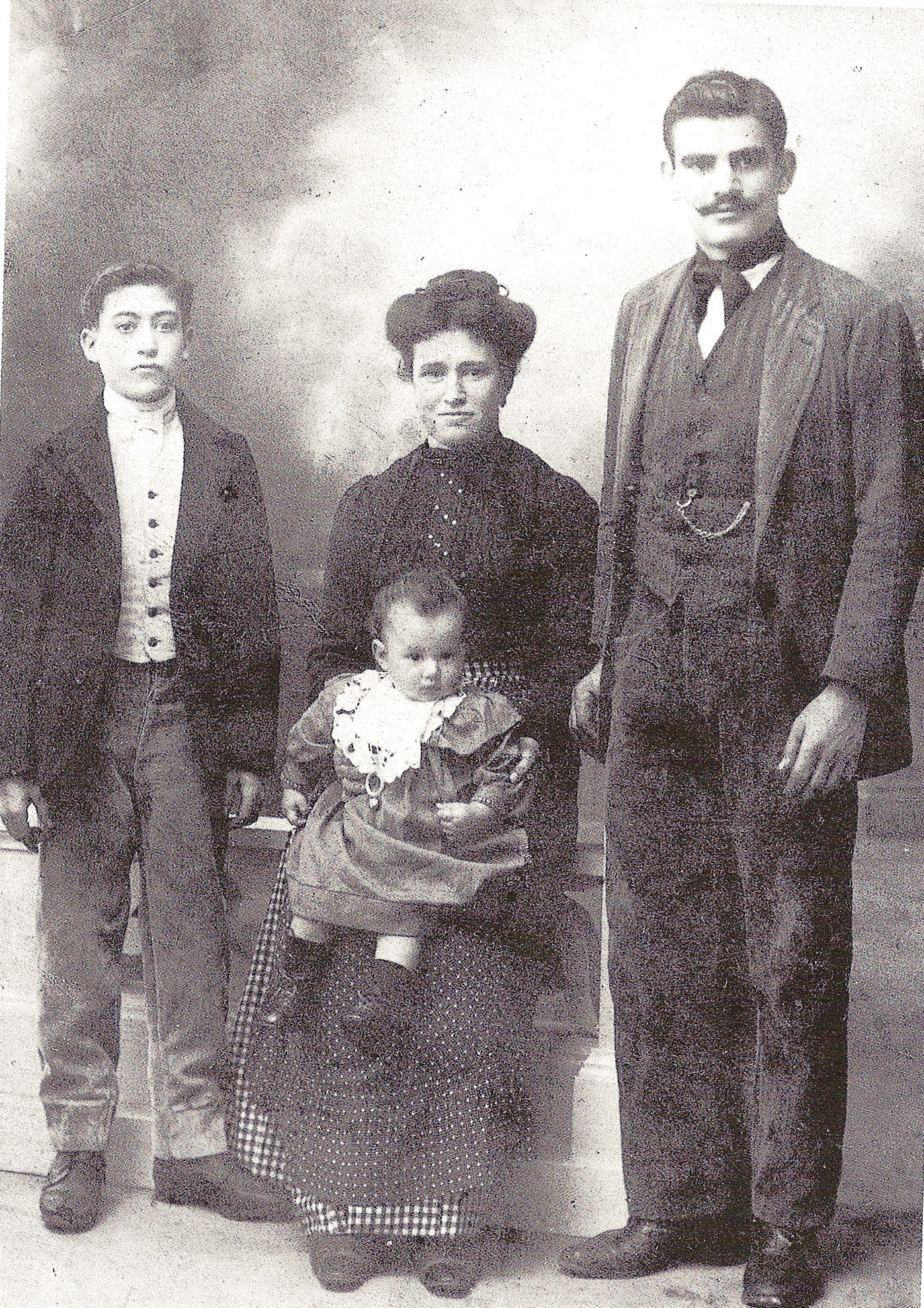
Luis Ortiz et son épouse Mercédès avec Louis leur premier fils.

Les Ortiz parviennent à cette époque à acheter des machines au Danemark afin d'automatiser leur production de glace. Avec cette nouvelle étape franchie, l'entreprise familiale ouvre ses portes à de nouveaux membres, embauchant deux employées en 40, puis plusieurs autres à la Libération. La période américaine des Ortiz a ainsi pu donner un nouvel élan à leur entreprise, leur laissant entrevoir l'extraordinaire potentiel des bâtonnets de glaces.

### Vie familiale et privée

#### Mariage et enfants
Luis Ortiz se marie en 1911 à Mercedes Martinez. De cette union va naître une fille, qui mourra à cinq ans, et cinq fils. Les deux premiers, Louis et Jean, naissent en 1913 et 1914. Vidal, André et José naissent quelques années plus tard en 1918, 1920 et 1922. Ce sont eux qui reprendront l'affaire familiale, et notamment l'aîné, Louis Ortiz, décrit par ses frères comme un leader particulièrement doué dans la gestion et l'administration des entreprises, qui dirigera ensuite Miko. 
À partir de 1939, Luis Ortiz Martinez accueille dans sa famille une orpheline. En effet, à la suite de la guerre d’Espagne, beaucoup de Républicains vont se diriger vers Perpignan. Petit à petit, se formeront des camps de réfugiés sur la plage. Sur la demande d'un de ses cousins qui lui avait écrit, Luis Ortiz Martinez s'en alla pour Argeles afin de le chercher. À cette occasion, il placa également sous sa protection une petite fille nommée Montserra, âgée de 4 ou 5 ans, dont les parents avaient été tués durant la guerre et décida de « l’adopter ». 
Alors âgé d'une quinzaine d'années, elle reçut une lettre expliquant que l'un de ses deux parents avait été retrouvé, et a alors traversé la frontière afin de retrouver sa mère.

#### Cousins Ortiz-Ruiz et la fondation des Glaces Pompon
Si Miko, crée à Saint-Dizier durant les années 1940, est devenue une marque mondialement connue, d'autres membres de la famille, cousins de Luis Ortiz, ont également crée des entreprises dans le domaine des crèmes glacées : les Glaces Pompon à Deauville depuis 1919. Là encore, cette entreprise est devenue une véritable affaire de famille et révèle l'importance de la famille Ortiz dans le milieu de la vente de glaces, qui a su s'imposer dans de nombreux endroits en France.

#### Mort et hommage
Luis Ortiz Martinez meurt à Saint-Dizier le 11 janvier 1948, à l'âge de 58 ans. Fondateur des glaces Ortiz, il ne pourra donc jamais connaître le succès national et fulgurant de l'entreprise Miko, dont la direction et le développement seront désormais entre les mains de ses fils. 
L'un des collèges de Saint-Dizier porte désormais son nom, le collège Luis Ortiz, afin de lui rendre hommage, ainsi qu'à sa famille.    

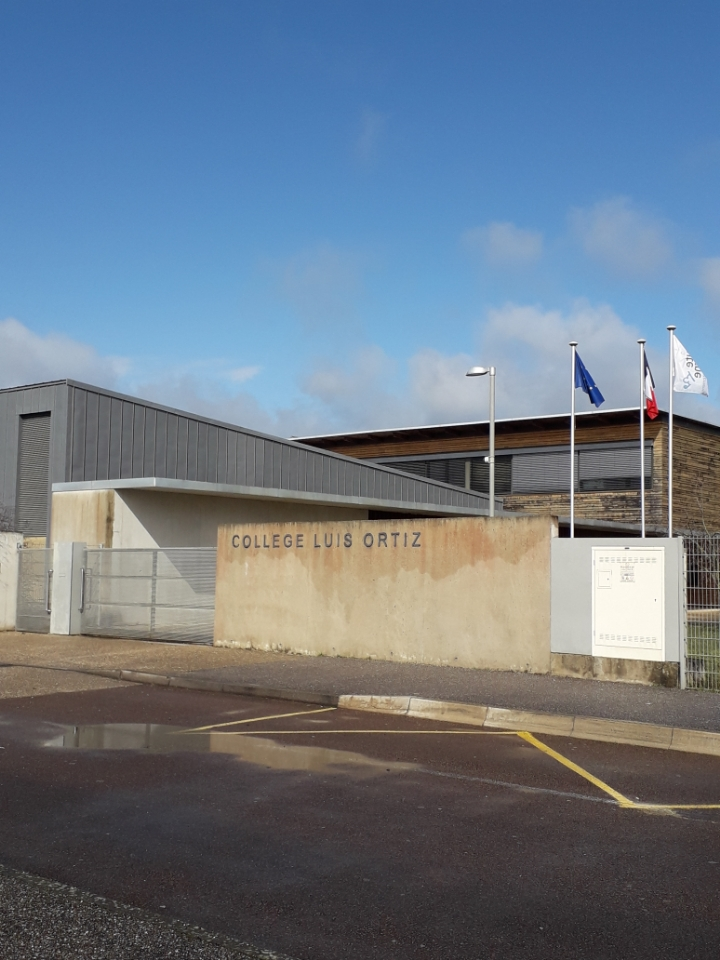
Collège Luis Ortiz, à Saint-Dizier, 2021.

« En dénommant ce collège Luis Ortiz (après consultation du Conseil d’administration du collège et de la Ville de Saint-Dizier), c’est le talent, la réussite, la capacité à innover mais également le courage d’un homme que le conseil général salue. »

#### Ouvrages
- Jean Garrigues, Miko : Le goût de l'entracte, Éditions du May, 1992, 117 p.  (ISBN 2906450731)
- Richard Batchelor, French for Marketing: Using French in Media and Communications, Cambridge University Press, 2010, 372 p.  (ISBN 978-0521585354)
- Bernard-C Galey, DE MEMOIRE DE MARQUES. Dictionnaire de l'origine des noms de marque, Éditions Tallandier, 1997, 324 p.  (ISBN 2235021697)
- Pascal Baudoin, Frédéric Plancard, et Michel Vagner, La (petite) histoire gourmande des (grandes) marques champenoises, Food Editions, 2018, 168 p.  (ISBN 2955349763)

#### Articles
- Jacky Durand, Coquillages et crèmes glacées, Libération, 22 juillet 2010 (lire en ligne)
- Ana Vega Pérez De Arlucea, Los pasiegos que conquistaron el hielo, Degusta, 3 septembre 2019 (lire en ligne)
- Rémy Lemoine, Ces noms qui ont marqué le siècle : Miko, Technica, janvier 2003 (no 534), p. 12
- Frédéric Gouis, Miko, la marque bragarde, L'Union presse, juillet 2011
- Chantal Bialobos, Pain dur et chocolats glacés, L'Expansion, 17 juillet 1984, p. 64-67
- La saga de la crème glacée, Gazoline, avril 2001

### Radio
- Les glaces Miko, une aventure rendue possible par le cinéma, Il était une fois une marque, Anaïs Bouissou, 07 août 2019.

### Télévision
- Interview de Martial Ortiz, Bienvenue chez vous, émission présentée par Jean-Luc Bertrand, lien.